# Трефё, Этьен
Этьен Виктор Трефё (де Треваль) (фр. Étienne Tréfeu; 25 сентября 1821, Сен-Ло, Манш, Нормандия — июнь 1903 , Париж) — французский драматург, либреттист
, автор песен и театральный деятель.

## Биография
Родился в семье инженера-архитектора города Сен-Ло.
Наиболее известен своей работой с Жаком Оффенбахом. Получил известность как автор популярных песен.
В 1873 году стал администратором Театра де ла Гете (Théâtre de la Gaîté) в Париже.

## Избранные произведения
- Сон в летнюю ночь (Le Rêve d’une nuit d'été), Жака Оффенбаха, либретто Э. Трефё (1855)
- Трефеу (Croquefer, ou Le Dernier des paladins), Оперетта-буфф в 1 акте Жака Оффенбаха, либретто Э. Трефё (1857)
- Синьор Фаготто (Il Signor Fagotto), комическая опера в 1 действии Жака Оффенбаха, либретто Э. Трефё и Шарля Нюиттера (1863)
- Магический солдат (Le Soldat magicien), комическая опера в 1 действии Жака Оффенбаха, либретто Э. Трефё и Шарля Нюиттера (1864)
- Принцесса Трибизонда (La princesse de Trébizonde), Опера-буфф в двух, затем в трех действиях Жака Оффенбаха, либретто Э. Трефё и Шарль Нюиттер (1869)
- Жанна — плачет, Жан — смеется! : Оперетка в 1 д. / Слова м. Нюитера и Э. Трефё; Муз. Оффенбаха. — Санкт-Петербург : тип. Скарятина, 1874
- Женевьева Брабантская : Опера-буфф в 5 д. и 9 карт. / Муз. Оффенбаха; Сл. Кремье и Трефё; Пер. А. М. Невского. — Москва : лит. С. Ф. Рассохина, ценз. 1882